# Маазик, Виллем
Виллем Маазик (эст. Villem Maasik; 1883—3 сентября 1919) — эстонский социал-демократ, юрист, профсоюзный деятель и политик.

## Биография
Маазик родился в 1883 году в Вастселийне Вырумаа.
Социал-демократ, входил в состав РСДРП. 10—25 апреля (23 апреля — 8 мая) 1906 года в Стокгольме участвовал под псевдонимом «Василенко» в работе IV объединительного съезда РСДРП, представляя фракцию меньшевиков. Позднее член Социал-демократической рабочей партии Эстонии.
Он был избран в Земский совет недавно созданной Эстляндской автономии, который действовал с 14 июля 1917 года по 23 апреля 1919 года. В это время он также был членом правительства, где занимал пост главы Департамента труда, начиная с момента его создания 2 августа 1917 года. Маазик занимал этот пост на протяжении всего правления Яана Раамота на посту председателя правительства Эстляндской автономии (эстонский: Eesti Ajutine Maavalitsus). Когда 25 октября 1917 года Константин Пятс сменил Раамота, он оставил Маазика в своем кабинете, назначив его на пост «Главы Департамента труда и социального обеспечения». 24 февраля 1918 года Маазик был назначен Министром труда и благосостояния в первом Временном правительстве, снова под руководством Пятса. В действительности в конце февраля 1918 года Эстония была оккупирована немецкими войсками, и правительство ушло в подполье. После поражения Германии в Первой мировой войне второе правительство Пятса пришло к власти 12 ноября 1918 года, но Маазика не было среди них и он не вернулся в правительство.
Участвовал в работе I съезда профсоюзов Эстонии, состоявшегося в Таллине 31 августа 1919 года. Съезд принял резолюцию, в которой основой будущей политики профсоюзов назывались решения III Интернационала и содержалось требование к правительству Эстонской Республики заключить на любых условиях мир с РСФСР. Эстонское правительство сочло такое решение предательством. И 31 августа и рано утром 1 сентября были арестованы 104 участника съезда. Двоих из них впоследствии отпустили, а 102 человека, доставили на Балтийский железнодорожный вокзал и отправили в товарном вагоне на станцию Новоизборск. 2 сентября было решено депортировать их оттуда на платформах ширококолейного бронепоезда № 2 за линию фронта, к красным. Но бронепоезд вместил только 76 человек. Из оставшихся двадцати шести 25 было решено расстрелять. Виллем Маазик оказался среди них.
Казнен 3 сентября 1919 года в Новоизборске. Это произошло всего за 5 месяцев до заключения Тартуского мирного договора.

## Комментарии
1. ↑  В живых остался Адо Пяртель (Ado Pärtel)[3]. Согласно воспоминаниями Александра Хеллата, за него вступился один из солдат бронепоезда, сказав, что это его одноклассник[4] и он не имеет никакого отношения к коммунистам, а «просто каким-то образом попал в плохую компанию»[5][6]